# Lycophidion tchadensis
Lycophidion tchadensis (чадська вовча змія) — вид змій родини Lamprophiidae. Ендемік Центральноафриканської Республіки.

## Поширення і екологія
Чадські вовчі змії відомі з типової місцевості, розташованої в околицях Кієке, на висоті 413 м над рівнем моря.